# Fusicladium
Fusicladium è un genere di funghi deuteromiceti. Vi appartengono le forme agamiche di funghi ascomiceti del genere Venturia.

## Specie
- Fusicladium amygdali
- Fusicladium crataegi
- Fusicladium dendriticum
- Fusicladium eriobotryae
- Fusicladium pyracanthae
- Fusicladium pirinum
- Fusicladium fraxini